# فرانسواز دورليان لونغويفيل
فرانسواز دورليان (بالفرنسية: Françoise d'Orléans)‏ (5 أبريل 1549 - 11 يونيو 1601) زوجة لويس دي بوربون الثانية، أمير كوندي، «أمير دو سانغ» وزعيم الهوغونوت أثناء حروب الدين الفرنسية.